# Віршознавство
Віршознавство — галузь філології, яка вивчає віршовану природу літературного твору.

Один з чотирьох розділів поетики (наряду з генологією, композицією і стилістикою), що вивчає ритмічну будову літературних творів. Віршознавство найчастіше зводять до вивчення віршованої фоніки, метрики і строфіки.